# Luana DeVol

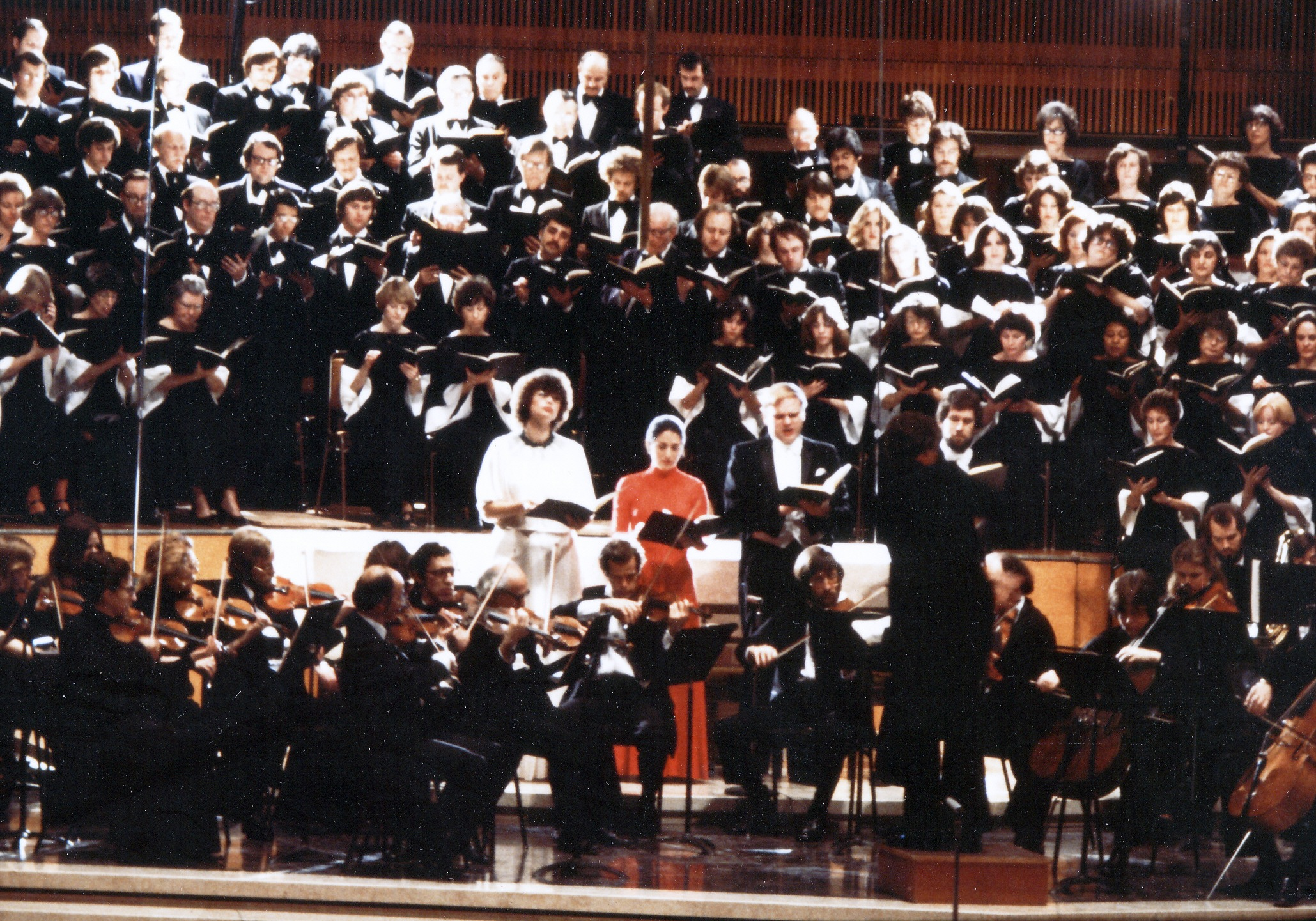
Luana DeVol frequently sang with the Masterworks Chorale. She can be seen on the left of the quartet of soloists in this 1979 performance.

Luana DeVol (1943, San Mateo (California), es una soprano dramática estadounidense de larga carrera internacional principalmente en Europa y en repertorio alemán. Se ha destacado en roles de Richard Wagner, Richard Strauss y como Turandot de Puccini.
Estudió violín y se incorporó al coro de la Opera de San Francisco.
Estudió en San Francisco con Jess Thomas y en Londres con Vera Rozsa.
Su debut oficial fue en Palo Alto como Fidelio a fines de la década de 1970. Debutó en Europa en 1983 como Fidelio en la ópera de Stuttgart y en la Opera de San Francisco como Ariadne. Se incorporó al elenco estable de la ópera de Aquisgrán, luego en el de Mannheim y la Deutsche Oper am Rhein.
Otros debuts incluyeron las casas líricas de Hamburgo, Zúrich, Frankfurt y Berlín.
En 1990 debutó en La Scala como Fidelio con Lorin Maazel y en el Festival de Bayreuth como Brunilda en Siegfried dirigida por Daniel Barenboim. En 1992 en la Staatsoper de Viena en Tannhäuser.
Como Ariadne auf Naxos, Elektra, Die Frau ohne Schatten, Aida, Tosca y otros papeles además de Brúnnhilde en El anillo del nibelungo de Wagner que interpretó en Stuttgart y otras ciudades.
En 1992 participó en la gira de la opera vienesa en Japón donde estrenaron el hall de Nagoya con La mujer sin sombra dirigida por Wolfgang Sawallisch y Ennosuke Ichikawa. DeVol cantó los papeles principales de la obra - Emperatriz y Tintorera - en varias producciones dirigida por Giuseppe Sinopoli, Christian Thielemann, Pinchas Steinberg y Sebastian Weigle.
En 1996 cantó Isolda en Tristán e Isolda dirigida por Brigitte Fassbänder en Braunschweig, seguido por Isoldas en México y Leipzig. En 1998 fue Brünnhilde en La Scala dirigida por Riccardo Muti.
En 2000-2001 fue Brunnhilde en Bayreuth en la producción de Jürgen Flimm dirigida por Adam Fischer y en Viena con Donald Runnicles, en Berlín con Thielemann y en Madrid con Peter Schneider.
Debutó en el  Metropolitan Opera como Ortrud en Lohengrin de Richard Wagner en 2006.
y cantó Turandot en el Liceo de Barcelona dirigida por Nuria Espert.
En el Teatro Coliseo en las funciones para el Teatro Colón de Buenos Aires fue Elektra en la temporada 2007.
La revista alemana "Opernwelt" - Mundo Operístico - la nombró "Cantante del año" en 1997, 2003 y 2000.
También ha cantado Kundry de Parsifal, Lady Macbeth, Martha, Elektra, Tosca en Basilea, Dresde, Monte Carlo y otras ciudades europeas.
Una lesión en las rodillas motivó que se retirara de la escena teatral, continúa dando clases magistrales y como pedagoga en la Universidad de Nevada, reside en Las Vegas.

## Discografía y videografía
- Puccini: Turandot / Carella, De Vol, Frittoli
- Strauss: Die Frau Ohne Schatten / Sawallisch, Seiffert, Lipovsek
- Wagner: Der Ring Des Nibelungen / Zagrosek, Staatsorchester Stuttgart
- Wagner: Lohengrin / Weigle, Treleaven, Magee
- Schreker: Irrelohe / Gülke, Devol, Randová, Pabst